# Argonaute (Q40)
El submarí francès Argonaute va ser un submarí d'atac experimental construït per la Marina francesa entre 1903 i 1911. En un principi anomenat Omega, el nom de Argonaute es va establir el gener de 1903, es va avarar el novembre de 1905 i es va posar en servei el 1911. Era essencialment un submarí experimental, i encara que va estar en servei durant la Primera Guerra Mundial, no va veure acció. Argonaute va ser desarmat el 1919.

## Disseny
Omega va ser desenvolupat per Émile Berti i Emmanuel Petithomme. En un principi, Omega havia de ser equipat amb un motor diésel especial per mantenir el submarí en posició de superfície i submergida, però un error de disseny sobre el submarí francès Z va obligar els constructors a instal·lar una màquina de vapor i un motor elèctric.
Argonaute té un desplaçament de superfície de 306 tones i un desplaçament submergit de 409. Les seves dimensions eren 48,92 metres de llarg, amb una màgina de 4,2 m i un calat de 2,8 m|. Tenia un únic eix alimentat per un motor de vapor de triple expansió de 350 cavalls amb vapor d'una caldera i un motor elèctric que produïa 234 CV per propulsió submergida. La velocitat màxima era 10,25 knots (18,98 quilòmetres per hora) a la superfície i 6 knots (11 km/h) submergit amb un abast de superfície 1.076 milles nàutiques (1.993 quilòmetres; 1.238 milles) a 8 knots (15 km/h) i un abast submergit de 45 milles nàutiques (83 km) a 5 knots (9,3 km/h). La tripulació va ser de 22 homes.
L'armament del submarí estava format per dos tubs de torpedes d'arc de 450 mm, dos llançadors de torpedes de tipus collar gruixut de Drzewiecki de 450 mm i dos torpedes en tancs externs.

## Construcció i esdeveniments
Omega va ser fabricat a l'Arsenal de Toló. Va ser establert el gener de 1903 i es va llançar el 28 de novembre de 1905. El 27 de setembre de 1910, es va canviar el nom del vaixell a "Argonaute", i es va posar en servei el gener de 1911. Argonaute va ser assignat amb el número de banderí Q40.
Argonaute va servir al mar Mediterrani fins al 20 de maig de 1919, quan va ser apartat de la Marina.